# Olle Länsberg
Olle Elmar Länsberg, född 28 mars 1922 i Näsby i Örebro län, död 28 september 1998  i Varberg, Hallands län, var en svensk författare, manusförfattare och sångtextförfattare. 
Länsberg arbetade i sin ungdom på restaurang och drev senare en handelsträdgård i Höganäs. Han tilldelades tidningen Folket i Bilds pris för bästa manus 1956. Länsberg är gravsatt på Höganäs kyrkogård.

## Filmmanus i urval
- 1947 – Rallare
- 1948 – Hamnstad
- 1950 – Restaurant Intim
- 1951 – Skeppare i blåsväder
- 1955 – Våld
- 1956 – Den hårda leken
- 1958 – Bock i örtagård
- 1966 – Adamsson i Sverige
- 1973 – Bröllopet

### Webbkällor
- Olle Länsberg på Svensk Filmdatabas